# جريدة الجزيرة (تونس)
جريدة الجزيرة صحيفة تونسية، تصدر أسبوعيا في جزيرة جربة.
جريدة «الجزيرة» هي جريدة إقليميّة تصدر في جزيرة جربة الواقعة في الجنوب الشّرقيّ التّونسي، أنشأها لطفي الجريري وصدر عددها الأوّل يوم 12 جوان (يونيو) 1980. 
ولقلّة إمكانياتها الماديّة لم تستطع «الجزيرة» الصّدور بانتظام شهريّا إلاّ انطلاقا من شهر فيفري 1992. وقد صدر منها إلى حدّ الآن (تشرين ـ سبتمبر 2010) 262 عددا، وهي تسحب في 5000 نسخة شهريّا وتتناول موضوعات محليّة وجهويّة تعنى بشوون جزيرة جربة والجنوب التّونسي، وأضحت اليوم مصدرا من مصادر البحث في تاريخ هذه المنطقة التونسيّة نظرا لغزارة المواد والتحقيقات والمقالات التاريخيّة التي ألقت الضّوء على مراحل هامّة من تاريخ جزيرة جربة ومنطقة الجنوب الشّرقي التونسي.
وتضمّ جريدة «الجزيرة» عددا متميّزا من الأقلام المحليّة التي تقدّم إسهاماتها مجانا لإثراء الجريدة، حتّى عدّها المختصّون في الإعلام أوّل جريدة محترفة في العالم تعتمد على هواة يحترفون الصّحافة هواية.
ومن أبرز الأقلام التي تكتب في الجزيرة بانتظام نجد: الأستاذ منّوبي زيّود (روائيّ تونسيّ أصدر 5 روايات إلى حدّ الآن ويحترف مهنة المحاماة)، والأستاذ يوسف طاهر الصدّيق (متفقّد عام اللّغة العربيّة بالمعاهد التونسيّة)، والأستاذ الحسين الطّبجي حافظ متحف التراث بجربة، والدكاترة الأمين ذويب والنّاصر بن عبد السلام والمنجي بورقو وغيرهم كثير، فضلا عن عدد من المراسلين من قرى ومدن الجنوب التونسي.
في 12 جوان 2009 احتفلت جريدة «الجزيرة» بدخولها سنتها الثّلاثين في حفل بهيج أشرف عليه السيّد رافع دخيل وزير الاتّصال والعلاقات مع مجلس النواب ومجلس المستشارين، أكرم خلاله الأستاذ لطفي الجريري مؤسّس الجريدة ومديرها المسؤول عددا من الذين ساندوا الجريدة معنويّا وماديّا طيلة مسيرة 30 عاما من العمل الإعلامي المضني.
وما زالت جريدة «الجزيرة» تصدر بانتظام متحدّية شتّى الصّعوبات والعراقيل المادية منها خاصّة. فهي تصدر بجزيرة جربة ويتمّ طبعها في تونس.